# UC-26号潜艇
陛下之UC-26号艇是德意志帝国海军于第一次世界大战期间建造的其中一艘UC-II型近岸布雷潜艇或称U艇。它由汉堡的伏尔铿船厂承建，于1916年6月22日新船下水，至同年7月18日交付使用。其全长49.45米，水面及水下排水量分别为400吨和480吨，艇载武器则包括三具鱼雷发射管、六具水雷滑射槽以及一门88毫米口径甲板炮。UC-26号入役后曾部署至驻比利时的佛兰德区舰队，并参与了大西洋潜艇战。通过其九次巡逻，共直接或间接击沉39艘协约国或中立国舰船，累计总吨位达61480吨。1917年5月8日，UC-26号在加来附近与英国驱逐舰米尔恩号发生碰撞并遭对方投掷深水炸弹击沉。艇内26名官兵阵亡，仅2人幸存。 

## 设计
1915年秋天，由于中立国美国的干预，U艇战几乎陷入停顿，导致德国广泛开展《国际法》所允许的水雷战，从而使布雷潜艇的需求量相应增加。德意志帝国海军潜艇监察局（Inspektion des U-Bootwesens）的开发部门留意到了这一点，遂以UB-II型为基础，按照兼顾布雷效率和生产速度的要求，以41号工程的名义设计了UC-II型潜艇。为了弥补前型UC-I型的缺陷，UC-II型艇不仅更大，而且采用双轴推进系统。然而，与前型最主要的区别在于，UC-II型艇重新运用了双壳体结构。但它并非纯粹的双体潜艇，而是一种中间过渡型；因为外层没有封闭耐压壳体，而是作为鞍形水柜附在上方。
UC-26号是64艘UC-II型方案的其中一艘。这个亚型的艇体结构与UB-II型类似，但体积更大，全长为49.45米，并有3.68米的吃水深度；由于不再考虑铁路运输的装载限界，舷宽也得以增至5.22米。其水上和水下排水量分别为400吨和480吨。艇只采用两台猛狮六缸四冲程500匹公制馬力（370千瓦特）柴油机用于水面运行，以及两台460匹公制馬力（340千瓦特）的西门子-舒克特电动发电机用于水下航行；水面最高航速11.6節（21.5每小時），水下6.6節（12.2每小時）；能够在水面以7節（13每小時）航速续航9,260海里（17,150），或以4節（7.4每小時）连续在水下航行53海里（98）而无需充电。其潜没需时约为48秒，能够在50米的深度下运作。
作为布雷潜艇，UC-26号改将六具布雷滑射槽安装在艇体前部，每具储存井内的水雷数量增至3枚，即合共18枚UC200型水雷。布雷时只需将存储井底部的盖板打开，水雷便可凭借自身重量滑入水中。随着滑射槽长度增加，艇体艏楼的上层建筑被抬高，上层建筑与司令塔之间的凹陷处布置了一门88毫米30倍径速射炮作为甲板炮。但由于位置相对较低，火炮甲板在恶劣海况下很容易被涌浪淹没。此外，UC-26号还装备有三具500毫米鱼雷发射管，这极大提升了潜艇的攻击能力。其中艇艏两具外置在两侧、艇艉一具则为内置式，并可搭载合共7枚G6型鱼雷。其标准船员编制为3名军官及23名水兵。

## 历史
UC-26号是汉堡伏尔铿船厂承建的首批（UC-25至UC-33号）UC-II型潜艇的二号艇，由国家海军办公室于1915年8月29日订购，建造编号为65。它于1916年6月22日新船下水，至7月18日在前UC-6号艇长、海军中尉马蒂亚斯·格拉夫·冯·施梅托的指挥下正式入役，随即展开海试。完成海试后，该艇独力启程前往比利时的泽布吕赫，至9月12日抵达并加入驻当地的佛兰德区舰队，成为海军佛兰德集团军的一份子。
在不足一年的佛兰德役期中，UC-26号参与了大西洋潜艇战，足迹遍及布洛涅、勒阿弗尔、瑟堡和迪耶普等海域。通过其九次巡逻，UC-26号合共击沉协约国或中立国的29艘商船、3艘军舰和7艘辅助军舰，累计总吨位达61480吨。其中，体积最大的受害者是容积总吨为7284吨的英国医疗船萨尔塔号；它于1917年4月10日从南安普敦搭载医疗物资驶往勒阿弗尔途中，在目的地对开海面触雷沉没，造成船上多达86人罹难。被UC-26号击沉的三艘军舰则分别为隶属法国海军的鱼雷艇300号（Torpilleur N° 300，99吨）、隶属英国皇家海军的单桅战船P26号（613吨）和驱逐舰德文特河号（555吨），它们均是在勒阿弗尔周边海域触雷沉没。
1917年4月30日，UC-26号从泽布吕赫启程，前往勒阿佛尔、卡昂和瑟堡等地布雷，并计划在英吉利海峡发动破交战，但再未能从是次任务中返航。5月9日早晨，正在多佛尔海峡巡逻的英国驱逐舰米尔恩号在加来附近（51°3′N 1°40′E / 51.050°N 1.667°E）发现了UC-26号。潜艇试图逃跑，但其方向舵被卡住，进而影响了下潜速度，遂遭到驱逐舰的撞击。米尔恩号继而投下三枚深水炸弹，将UC-26号送入海峡底部。有8人设法从迅速沉没的潜艇中逃脱，但仅2人生还，被米尔恩号救走；其余26名官兵则全数葬身大海。米尔恩号在攻击中舰艏严重扭曲，并带着UC-26号的艇体碎片返回多佛尔。

## 袭击历史摘要
| 日期           | 船名                   | 船籍         | 吨位 | 结局 |
| -------------- | ---------------------- | ------------ | ---- | ---- |
| 1916年9月23日  | 英格堡公主号           | 瑞典         | 3670 | 击伤 |
| 1916年9月30日  | 梅伍德号               | 英国         | 1188 | 击沉 |
| 1916年9月30日  | 威廉·乔治号            | 英国         | 151  | 击沉 |
| 1916年10月1日  | 麦鸡号                 | 英国         | 1797 | 击沉 |
| 1916年10月1日  | 维勒布瓦·马勒伊号      | 法國         | 32   | 击沉 |
| 1916年10月3日  | 艾达号                 | 挪威         | 1111 | 击沉 |
| 1916年10月4日  | 里斯霍尔姆号           | 挪威         | 2550 | 击沉 |
| 1916年10月5日  | 黑斯廷斯岛号           | 英国         | 1575 | 击沉 |
| 1916年10月13日 | 墨卡托号               | 芬兰         | 2827 | 击沉 |
| 1916年10月27日 | 白鼻号                 | 法国海军     | 247  | 击沉 |
| 1916年10月28日 | 加莱卡号               | 英國皇家海軍 | 6772 | 击沉 |
| 1916年10月30日 | 圣于贝尔号             | 法国海军     | 216  | 击沉 |
| 1916年11月1日  | 鱼雷艇300号            | 法国海军     | 99   | 击沉 |
| 1916年11月15日 | 圣莱昂纳茨号           | 英国         | 4574 | 击伤 |
| 1916年11月16日 | 安东尼·霍普号          | 英國皇家海軍 | 288  | 击沉 |
| 1916年11月16日 | 约阿希姆·布林克·伦德号 | 挪威         | 1603 | 击沉 |
| 1916年11月16日 | 圣尼科劳号             | 葡萄牙       | 2697 | 击沉 |
| 1916年11月17日 | 蒙茅斯号               | 英国         | 4078 | 击伤 |
| 1916年11月19日 | 芬兰人号               | 挪威         | 3806 | 击沉 |
| 1916年11月21日 | 利欧角号               | 法國         | 252  | 击沉 |
| 1916年11月22日 | 布赖尔敦号             | 英国         | 3255 | 击沉 |
| 1916年11月22日 | 索列姆号               | 挪威         | 1801 | 击沉 |
| 1916年11月23日 | 丹斯特德号             | 丹麦         | 1499 | 击沉 |
| 1916年11月25日 | 阿尔弗雷德·德·库西号   | 法國         | 164  | 击沉 |
| 1916年11月25日 | 玛尔维娜号             | 法國         | 112  | 击沉 |
| 1916年12月10日 | 斯特拉萨尔宾号         | 英国         | 4331 | 击沉 |
| 1917年1月28日  | 白鹭号                 | 俄罗斯       | 4055 | 击沉 |
| 1917年1月28日  | 阿尔戈号               | 挪威         | 1261 | 击沉 |
| 1917年1月28日  | 祖国一号               | 挪威         | 505  | 击沉 |
| 1917年2月7日   | 诺埃拉号               | 法国海军     | 277  | 击沉 |
| 1917年2月16日  | 莫娜女王号             | 英国         | 1200 | 击伤 |
| 1917年4月10日  | P26号                  | 英國皇家海軍 | 613  | 击沉 |
| 1917年4月10日  | 萨尔塔号               | 英國皇家海軍 | 7284 | 击沉 |
| 1917年4月11日  | 艾米号                 | 英國皇家海軍 | 270  | 击沉 |
| 1917年4月11日  | 布兰克森霍尔号         | 英国         | 4262 | 击伤 |
| 1917年4月11日  | 康沃尔女公爵号         | 英国         | 1706 | 击沉 |
| 1917年4月13日  | 甘贝塔号               | 法國         | 39   | 击沉 |
| 1917年4月14日  | 汤姆号                 | 西班牙       | 2413 | 击沉 |
| 1917年4月18日  | 叙尔库夫号             | 法國         | 195  | 击沉 |
| 1917年4月19日  | 丹齐格参议员号         | 英国         | 164  | 击沉 |
| 1917年5月2日   | 确信号                 | 挪威         | 1629 | 击沉 |
| 1917年5月2日   | 德文特河号             | 英國皇家海軍 | 555  | 击沉 |
| 1917年5月3日   | 乌萨号                 | 英国         | 2066 | 击沉 |
| 1917年5月8日   | 伊里斯号               | 英国         | 75   | 击沉 |

## 脚注
1. ↑  Helgason, Guðmundur. . German and Austrian U-boats of World War I - Kaiserliche Marine - Uboat.net.   [2009-02-22].
2. ↑  Tarrant，第173頁.
3. 1 2 3  Gröner 1991，第31-32頁.
4. 1 2  Helgason, Guðmundur. . German and Austrian U-boats of World War I - Kaiserliche Marine - Uboat.net.   [2015-01-02].
5. ↑  陈进，第48頁.
6. ↑  陈进，第46頁.
7. ↑  Herzog，第139頁.
8. 1 2  NARS，第102頁.
9. 1 2 3  Helgason, Guðmundur. . German and Austrian U-boats of World War I - Kaiserliche Marine - Uboat.net.   [2015-01-02].
10. ↑  Helgason, Guðmundur. . German and Austrian U-boats of World War I - Kaiserliche Marine - Uboat.net.   [2022-08-19].
11. ↑  Naval Staff Monograph No. 35，第52–53頁.
12. ↑  Kemp，第27頁.
13. ↑  Burt，第40頁.